# Flotte des navires-béliers des États-Unis
Pour les articles homonymes, voir Flotte (homonymie).

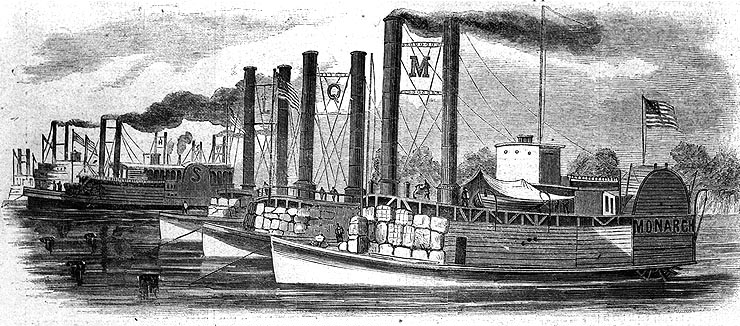
La flotte des navires-béliers du colonel Ellet.

La Flotte des navires-béliers des États-Unis est une unité navale de l'armée de l'Union durant la guerre de Sécession. Elle regroupait un groupe de navires-béliers  conçus par un civil, puis colonel, Charles Ellet, Jr. Ils combattirent afin de contribuer à sécuriser le Mississippi contre les forces sudistes. Cette marine fluviale a joué un rôle important dans la bataille de Memphis, en juin 1862.
Ces navires sont des remorqueurs ou des snag-boats, dont l'étrave a été renforcée. Non armés au début, ils sont destinés à éperonner leurs adversaires. Par la suite, ils seront équipés de quelques pièces d'artillerie. Leurs superstructures sont protégées par des planches épaisses de bois, voire de balles de coton. Ils ne sont pas véritablement cuirassés.
Elle a aussi contribué à la sécurisation des rives du Mississippi, en transportant une unité particulière d'infanterie de marine.

## Les navires
Cette escadre fluviale se composait des navires suivants :
- USS Lancaster,
- USS Monarch,
- USS Queen of the West,
- USS Switzerland,
- USS Lioness,
- USS Mingo,
- USS Samson,
- USS Fulton,
- USS T. D. Horner.